# Paula Escobar
Paula Elisa Escobar Chavarría (1968-) es una periodista, editora, académica y escritora chilena. Es columnista de opinión del diario  La Tercera, conductora y panelista de CNN Chile, Fundadora y Directora Ejecutiva de la Cátedra Mujeres y Medios de la Universidad Diego Portales, y Profesora Titular de la Facultad de Comunicaciones de la UDP. Fue elegida Young Global Leader por el Foro Económico Mundial en 2006 y Yale World Fellow en 2012 y la BBC la eligió en 2015 como una de las 100 mujeres inspiradoras del año por su Iniciativa contra el Photoshop y los estereotipos de género en las revistas. En 2024 ganó el premio Raquel Correa.

## Carrera
Estudió periodismo en Universidad Católica de Chile. Es magíster en Literatura Comparada.
Fue periodista de la revista Pluma y Pincel entre 1987 y 1988. Entre 1988 y 2001 trabajó en revista Caras, donde se desempeñó como periodista, directora y editora. Paralelamente, entre 1999 y 2001, fue gerente editorial de Televisa Chile.[cita requerida]
Entre 2001 y 2020 fue editora de revistas del periódico El Mercurio. En 2014 prohibió el uso del retoque digital en los suplementos del periódico, el empleo de modelos menores de edad y bajas de peso, y la publicación de notas sobre dietas milagrosas.
Ha sido columnista de The Huffington Post (2011-2016), y actualmente de La Tercera. También trabaja en televisión, como presentadora del programa Influyentes y panelista de Tolerancia cero, ambos en CNN Chile.
En 2018 ganó el premio Excelencia de Periodismo de la UAH, con su equipo, por sus investigaciones sobre acoso y abuso sexual en Chile. En 2020 fue seleccionada Poynter Fellow por la Universidad de Yale. Actualmente, además de su labor periodística y académica, es miembro de los  directorios de Comunidad Mujer, del Teatro Municipal de Santiago, de The Young Global Leaders Foundation del Foro Económico Mundial, de The New Humanitarian  y de Educación 2020. También es miembro del Consejo Asesor de Relaciones Exteriores del Ministerio de Relaciones Exteriores de Chile.
Ha ejercido la docencia en la Universidad Católica de Chile y en la Universidad Diego Portales. En esta última es directora ejecutiva de la cátedra Mujeres y Medios y académica de la Escuela de Periodismo. Fue presidenta de la Comisión de Revistas de la Asociación Nacional de la Prensa y vicepresidenta de la Asociación Nacional de Mujeres Periodistas de Chile.

## Libros
- 2002, Los secretos de Totó.(ISBN 9562392317)
- 2005, 24/24 Un día en la vida de 24 mujeres chilenas, junto con Karim Gálvez y Pilar Segovia. (ISBN 978-956-239-409-3)

Fuente: Emol.com - https://www.emol.com/noticias/magazine/2005/11/04/200568/2424-un-dia-en-la-vida-de-24-mujeres-chilenas.html
- 2009, Retratos de innovadores.(ISBN 9789562396981)
- 2012, Una historia de las revistas chilenas (2012), con Cecilia García Huidobro.
- 2014, Yo, presidente/a.(ISBN 978-956-324-302-4)[7]
- 2018, Conversaciones con María Teresa Ruiz.
- 2020, El año de la Plaga, junto a Francisco Javier Olea.
- 2021, Un Mundo Incierto: Treinta Conversaciones
- 2022, Un Mundo Alerta
- 2025, Un Mundo Perplejo ([8])

## Premios y reconocimientos
Ha ganado varios premios y reconocimientos, entre ellos:[cita requerida]
- 2006, Young Global Leader, Foro Económico Mundial.
- 2012, Yale World Fellow, Universidad Yale.
- 2014, Premio Comunidad Mujer
- 2014, Premio Lenka Franulic.[9]
- 2015, 100 Mujeres, BBC.
- 2015, Premio Energía de Mujer.
- 2018, Premio Periodismo de Excelencia UAH, categoría Prensa escrita.
- 2020, Poynter Fellow in Journalism, Universidad Yale.
- 2020, Premio al Liderazgo del International Womens Forum, capítulo chileno.
- 2024, Premio Raquel Correa.[1]